# Ralf Nagel

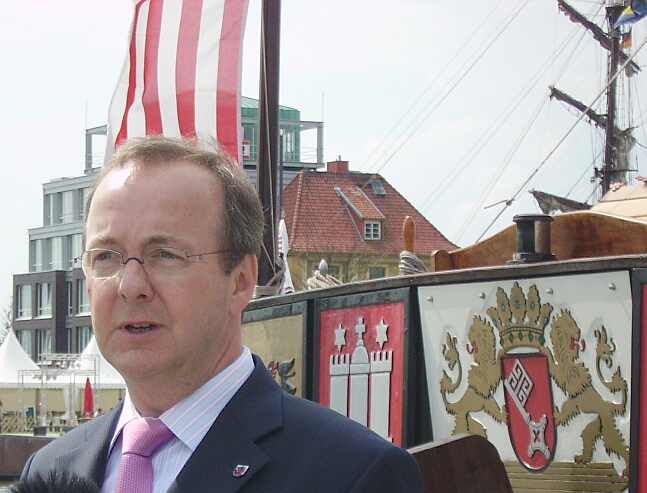
Senator Nagel bei der Eröffnung der Bremerhavener Festwoche am 25. Juli 2007

Ralf Nagel (* 8. März 1959 in Karlsruhe) ist ein deutscher Politiker (SPD). Er war von 2007 bis 2010 Senator für Wirtschaft und Häfen sowie Senator für Justiz und Verfassung der Freien Hansestadt Bremen.

## Biografie

### Ausbildung und Beruf
Nagel besuchte ein Technisches Gymnasium. Nach dem Abitur leistete er seinen Wehrdienst bei der Deutschen Marine ab. Er studierte   Politikwissenschaft, Soziologie und Psychologie an der Ruprecht-Karls-Universität Heidelberg und erwarb 1985 den Abschluss Magister Artium. 1982 trat er in die SPD ein. 1985 wurde er wissenschaftlicher Mitarbeiter bei dem Bundestagsabgeordneten Gunter Huonker (SPD), dem vormaligen Staatsminister bei Bundeskanzler Helmut Schmidt. 1991 wechselt er als Referent für Raumordnung, Bauwesen und Städtebau zur SPD-Bundestagsfraktion. Von 1992 bis 1994 war Nagel schließlich Leiter des Referates Wohnungsbauförderung im Ministerium für Stadtentwicklung, Wohnen und Verkehr des Landes Brandenburg. Von Januar 2006 bis Juni 2007 gehörte Nagel dem Vorstand der Putz & Partner Unternehmensberatung AG in Hamburg an.
Anfang 2010 wurde er Hauptgeschäftsführer des Verbandes Deutscher Reeder in Hamburg. Er setzt sich z. B. dafür ein, deutsche Handelsschiffe gegen die Piraterie vor der Küste Somalias mit bewaffneten Kräften an Bord zu schützen. 2022 schied er aus dem Amt des Hauptgeschäftsführers des Verbandes aus.
Ralf Nagel hat drei Kinder.

### Öffentliche Ämter
Nach der Landtagswahl 1994 wurde Nagel im Juli 1994 zum Staatssekretär im Ministerium für Wohnungswesen, Städtebau und Verkehr des Landes Sachsen-Anhalt ernannt. 1999 wechselte er in gleicher Funktion in das Ministerium für Wirtschaft und Technologie, bis er 2000 schließlich als Staatssekretär in das Bundesministerium für Verkehr, Bau- und Wohnungswesen berufen wurde. Nach der Bundestagswahl 2005 schied Nagel aus dem Amt.
Nachdem der designierte Hafensenator Ulrich Nußbaum am 26. Juni 2007 das Amt ablehnte, wurde kurzfristig Nagel von der traditionell hierzu berechtigten Bremerhavener SPD vorgeschlagen. Nagel erklärte, dass er seinen Wohnsitz in Bremerhaven nehmen wolle, damit diese Stadt im Bremer Senat vertreten sei. Am 29. Juni 2007 wurde er als Nachfolger von Jörg Kastendiek (CDU) zum Senator für Wirtschaft und Häfen sowie zum Senator für Justiz und Verfassung der Freien Hansestadt Bremen gewählt. Ende 2009 bis 2010 wurde er heftig im Weser-Kurier und dann von der CDU kritisiert. Am 11. Februar 2010 schied er auf eigenen Wunsch aus dem Senat aus, am 15. Februar 2010 wurde er zum Hauptgeschäftsführer des Verbandes Deutscher Reeder berufen. Nachfolger als Senator wurde Martin Günthner.